# Herzberg am Harz

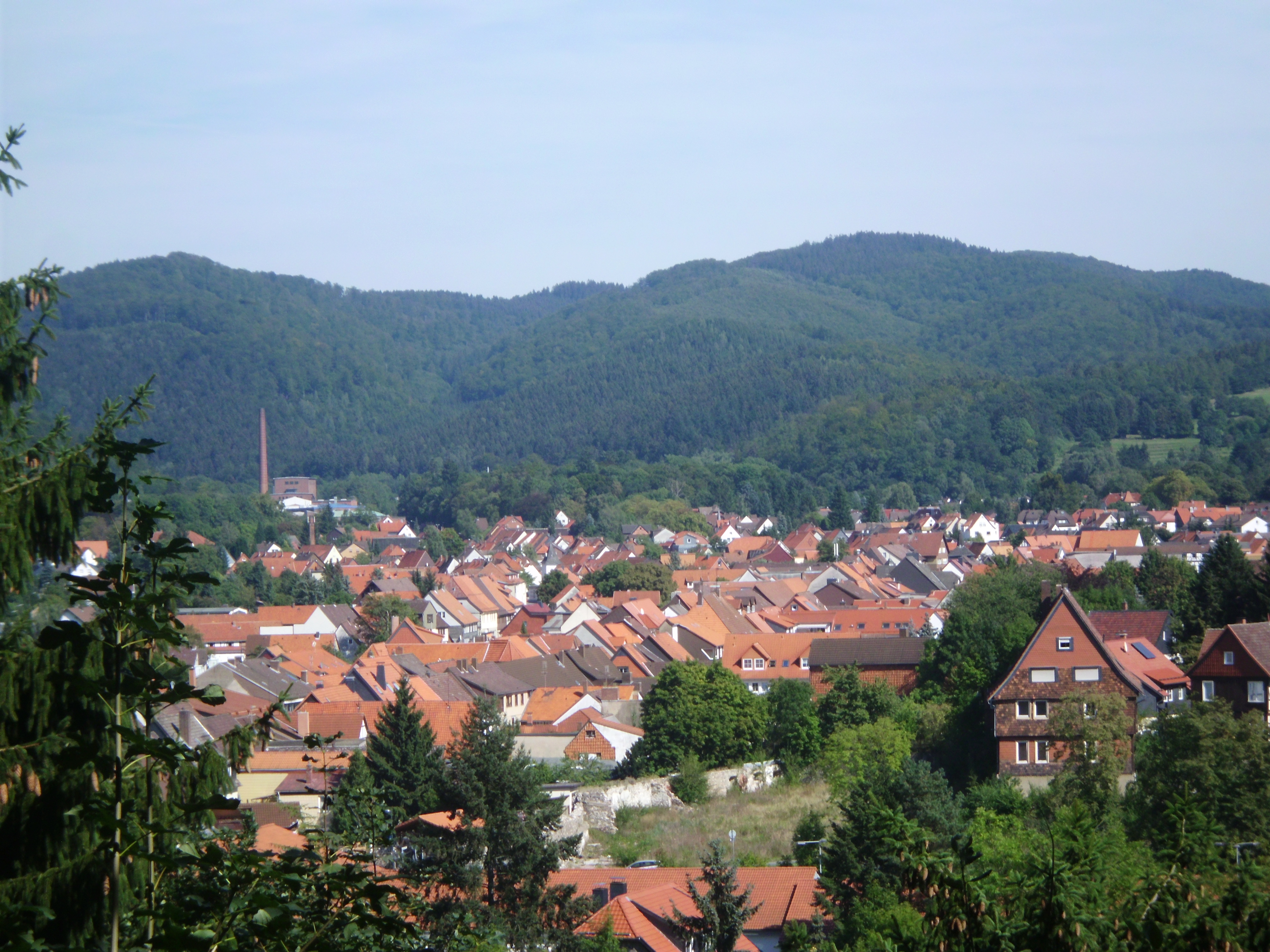
Blick auf Herzberg am Harz von Westen unterhalb des Schlosses

Herzberg am Harz ist eine Stadt im Landkreis Göttingen in Südniedersachsen (Deutschland), die am Südrand des Oberharzes liegt. Sie führt seit Juli 2006 auf ihren touristischen, kulturellen und städtepartnerschaftlichen Schreiben den Beinamen „die Esperanto-Stadt“.

## Geografie

### Geografische Lage
Die Stadt Herzberg am Harz liegt am Austritt der kleinen Flüsse Sieber und Lonau aus dem Mittelgebirge Harz. Von Göttingen liegt Herzberg 32 km in nordöstlicher Richtung, von Hannover 90 km in südöstlicher Richtung. Oberhalb des Ortskerns liegt das Schloss Herzberg.

### Nachbargemeinden
Herzberg grenzt beginnend im Norden dem Uhrzeigersinn folgend an folgende Städte, Gemeinden und gemeindefreie Gebiete:
- Landkreis Göttingen:
  - Gemeindefreies Gebiet Harz
  - Bad Lauterberg im Harz
- Landkreis Eichsfeld:
  - Sonnenstein
- Landkreis Göttingen:
  - Duderstadt
  - Rüdershausen (Samtgemeinde Gieboldehausen)
  - Rhumspringe (Samtgemeinde Gieboldehausen)
  - Wollershausen (Samtgemeinde Gieboldehausen)
  - Hattorf am Harz (Samtgemeinde Hattorf am Harz)
  - Elbingerode am Harz (Samtgemeinde Hattorf am Harz)
  - Hörden am Harz (Samtgemeinde Hattorf am Harz)

### Stadtgliederung
- Herzberg (8.806 Einwohner)
- Lonau (286 Einwohner)
- Pöhlde (1.921 Einwohner)
  - mit Rhumasprung (PLZ: 37434)
- Scharzfeld (1.544 Einwohner)
- Sieber (473 Einwohner)

Stand: 31. Dezember 2023
Zudem lässt sich die Kernstadt von Herzberg in nichtamtliche Stadtteile gliedern (in Klammern die Namen der wichtigsten Straßen):
- Alt-Herzberg/Urherzberg (Junkernstraße, Heidestraße)
- Zentrum/Innenstadt (Hauptstraße, Marktplatz, Sieberstraße)
- Sieberdamm (Am Sieberdamm)
- Oberherzberg/Fabrikviertel (Sägemühlenstraße, Fabrikstraße, Crausestraße, Selzergasse)
- ehem. Lonauerhammerhütte (Liethweg, Hammerweg, Andreasberger Straße)
- Katzenstein (Knollenstraße, Zum Katzenstein)
- Juesheide (Juesholzstraße, Amtmann-Lueder-Straße, Herzog-Heinrich-Straße, Beethovenstraße)
- Edelhof (Am Eichelbach, Wiesenweg)
- Dichterviertel (Stormstraße, Buschstraße, Lönsstraße)
- Bahnhofsviertel (Duderstädter Straße, Thomas-Mann-Straße)
- Aue (Northeimer Straße, Kornstraße, Siemensstraße)
- Kastanienplatz (Kastanienplatz)
- Weinberg (Am Weinberg)
- Pfingstanger (Am Pfingstanger)
- Mühlenberg (Mühlenberg)
- Eichholz (Am Sportplatz, Am Eichholz, Kuckuckstraße, Lerchenstraße, Meisenstraße)
- Kleebleek (Lonauer Straße, Stettiner Straße, Berliner Straße)
  - Heidufer (Lonauer Straße, Rosenstraße, Tulpenstraße, Nelkenstraße)
  - Mahnte (Breslauer Straße, Marienburger Straße, Berliner Straße)
- Heuer (Dresdner Ring, Nordhäuser Straße)
- Langfast (Am Langfast)

## Geschichte

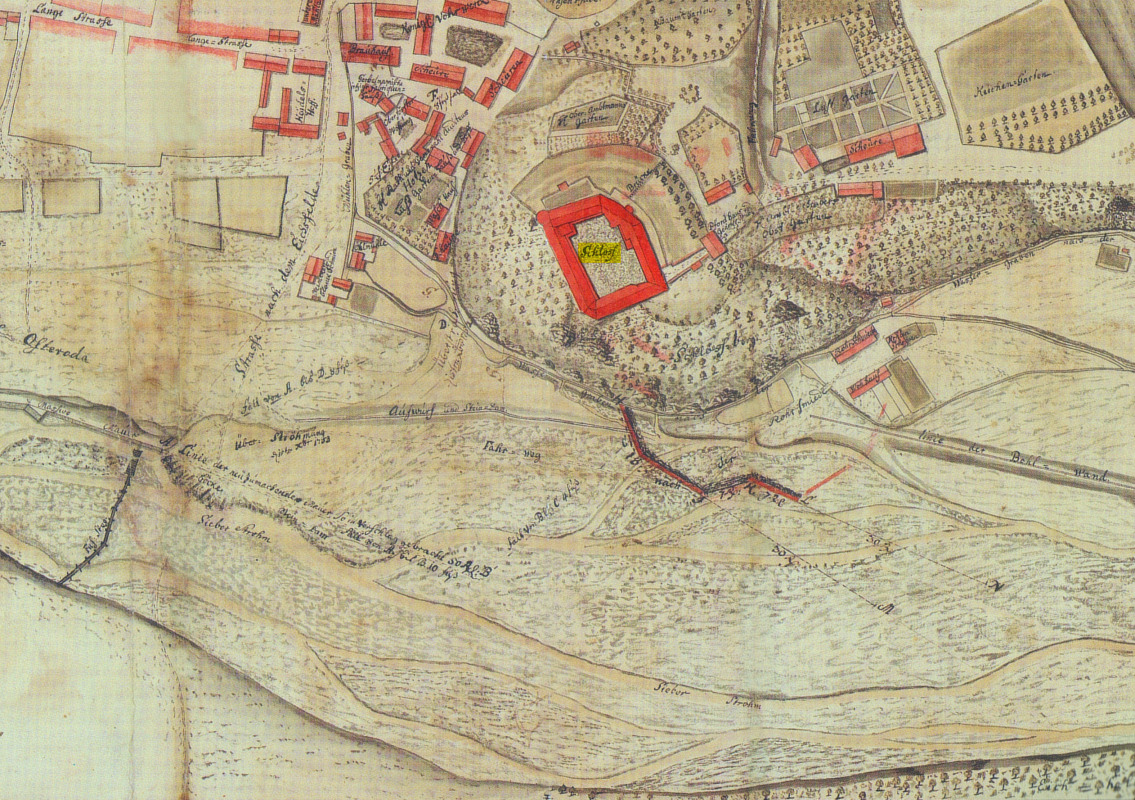
Herzberg 1753 mit Schloss Herzberg

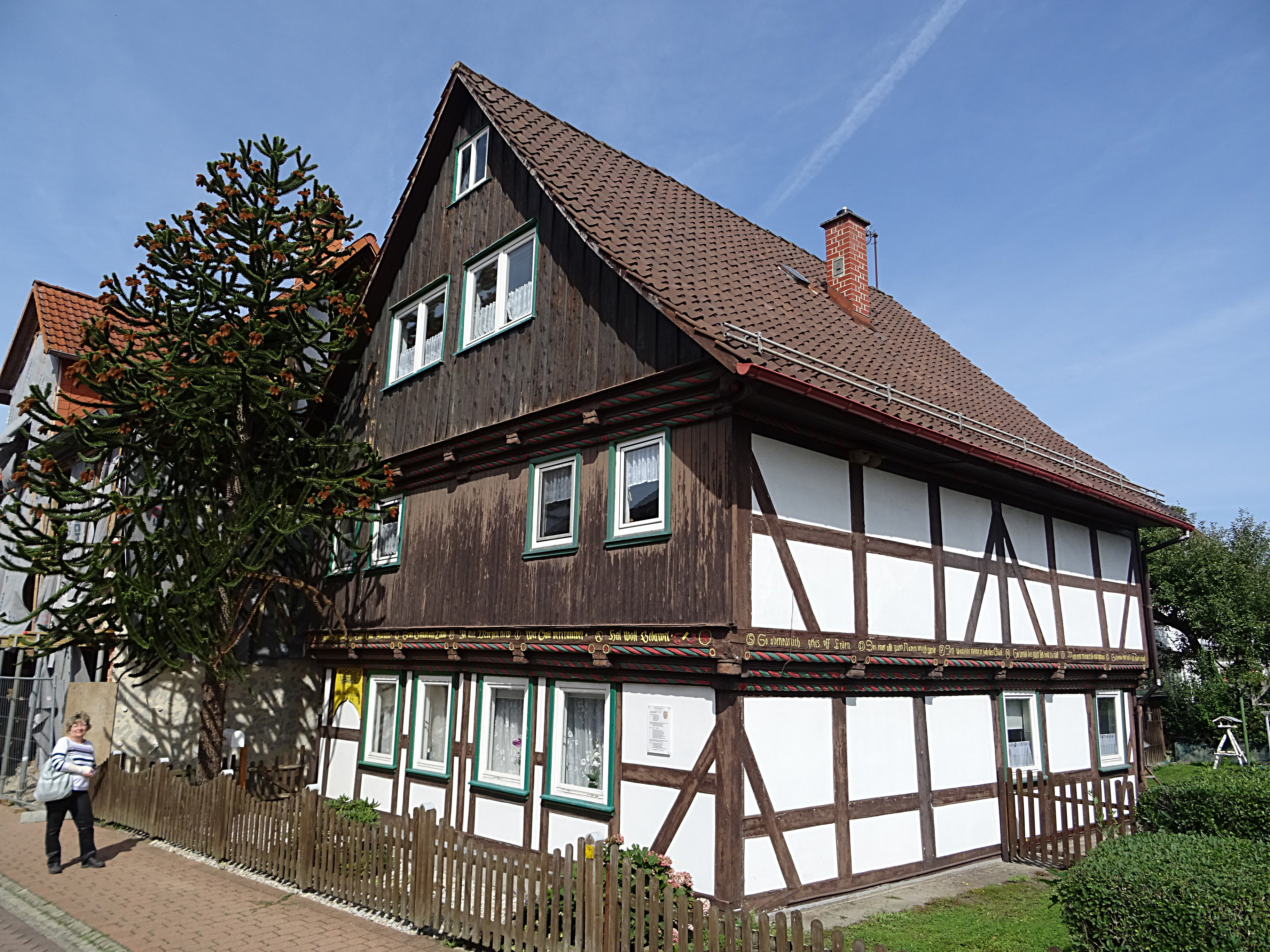
Ältestes Haus von 1501

Das Schloss Herzberg wird erstmals in einer Schenkungsurkunde Heinrichs des Löwen aus dem Jahre 1154 erwähnt und blieb bis 1866 im Besitz der Welfen. Der Ort selbst erscheint erstmals 1337 urkundlich als landesherrliches Gut unterhalb des Schlosses. Von einem wesentlich früheren Siedlungsbeginn ist auszugehen. Der Ortsname lautete im Mittelalter Hircesberg, Hirzberch, Hertsberg. Das Grundwort -berg weist auf eine Entstehungszeit in der hochmittelalterlichen Ausbauperiode zwischen 800 und 1350 hin. Der Ortsnamensteil Herz- könnte von Hirsch stammen, da im 12. Jahrhundert der Stammvokal -i- zu -e- abgeschwächt wurde. Verwaltungsmäßig bestand seit 1315 das Amt Herzberg, das 1859 mit dem Amt Scharzfels vereinigt wurde. 1598 wurde Herzberg als Flecken bezeichnet. Stadtrechte erhielt der Ort durch Verordnung des Preußischen Staatsministeriums am 25. Oktober 1929.
Seit dem Zusammenschluss der Landkreise Osterode am Harz und Göttingen am 1. November 2016 gehört Herzberg am Harz zum Landkreis Göttingen.
In der näheren Umgebung von Herzberg gibt es einige mittelalterliche Wüstungen, unter anderem Barkevelde, Hage, Hermelingerode, die Kalkburg, Koyhagen, Oy, Runigerodt, Smerbeke und Steynowe.

### Etymologie
Der Name geht auf altsächsisch hirot zurück, was Hirsch bedeutet. In den frühesten Schriftzeugnissen findet sich noch ein i in der ersten Silbe. Der Name des Berges ging auf die Burg über und schließlich auf die Siedlung. Die Genese des Toponyms (in Auszügen): 1153/54 „Hirtesberch“, 1202 „Hertesberge“, 1363 „Hertsberg“, 1414 erstmals wie heute „Herzberg“.

### Wirtschaftswesen
Wegen seiner Wirtschaftskraft war Herzberg schon früh ein regionales Zentrum für sein Umland. Die Tuch- und Leinenproduktion war einst ein bedeutender Wirtschaftsfaktor in Herzberg. Im 18. und 19. Jahrhundert übten ständig rund 50 Personen das Leinewebergewerbe aus. Bedeutend war auch das Brauwesen. Das Brauprivileg erhielt der Ort 1569, ein größeres Brauhaus entstand 1581. Der Ort hatte schon früh städtische Merkmale, dominierend war aber die Land- und Forstwirtschaft. 1614 zählte Herzberg etwa 180 Hofstellen, 1766 waren es rund 300. Mehrere Mühlen, darunter Säge-, Papier-, Getreide- und Ölmühlen, nutzen die Wasserkraft des Mühlengrabens als Energiequelle. Am Mühlengraben gab es eine Wasserkunst, die das oberhalb gelegene Schloss mit Wasser versorgte. Die industrielle Produktion im 20. Jahrhundert beinhaltete die Herstellung von Eisen, Papier, Sprengstoff und Faserplatten sowie die Verarbeitung von Metall, Margarine und Kunstseide.

### Waffenproduktion
Der bedeutendste Wirtschaftsfaktor war im 18. und 19. Jahrhundert die Waffenproduktion. Das Kurfürstentum Hannover beschaffte sich vorher Waffen aus anderen Herrschaftsgebieten wie Kursachsen und wollte nicht mehr davon abhängig sein. Dazu etablierte es in Herzberg 1732 eine Gewehrfabrik für die hannoversche Infanterie. Es wurden aber auch Jagdgewehre und Blankwaffen sowie Waffenzubehör hergestellt. Da es diese spezialisierten Arbeitskräfte vor Ort nicht gab, mussten die Arbeiter anfangs weitgehend von außerhalb angeworben werden. Das Material in Form von Roheisen stammte aus den Hüttenwerken im Harz. Die Fabrik entstand zunächst im heutigen Ortsteil Lonau an der Lonau, deren Wasser sie für Antriebsmühlen nutzte. Im Jahre 1740 wurde die Fabrik nach Herzberg verlegt. Eine Gewehrfabrik des Königreichs Hannover in Hannover-Linden wurde bereits 1738 nach Herzberg verlegt. Im 19. Jahrhundert hatte die Fabrik etwa 200 Beschäftigte. Ab 1866, nach der Annexion des Königreichs Hannover durch Preußen, nahm die Bedeutung der Waffenfabrik ab, da der preußische Staat keine Waffenproduktion im annektierten Gebiet wünschte.

### Sprengstoffherstellung
Unter dem Tarnnamen Werk Kiefer entstand 1940 eine Fabrik zur Abfüllung von Minen und Granaten mit Sprengstoffen. Die Dynamit AG Alfred Nobel errichtete die Fabrik nahe dem Ort und dem Schloss auf dem Gelände der ehemaligen Kunstseidenfabrik (Borvisk). Sie hatte einen eigenen Bahnanschluss, der am Haltepunkt Herzberg Schloss an einer Weiche begann. Von dem ehemaligen Gleis findet sich heute nur noch ein kurzes Stück in der Straße „Am Pfingstanger“. Wegen der Gefährdung der Bevölkerung durften nicht mehr als 7500 kg Sprengstoff gelagert werden. Kurz vor Ende des Zweiten Weltkrieges kam es in der Nacht zum 4. April 1945 zu einem schweren Unglück. Zu diesem Zeitpunkt lagerten auf dem Grundstück etwa 40.000 kg Sprengstoff und 8000 Minen. Durch kleinere Detonationen entstand ein Brand, der während der Löscharbeiten zu einer gewaltigen Explosion führte. Neun Menschen wurden getötet. Sachschäden waren abgedeckte Dächer im Ort und auf dem Schloss. Die Ursache wurde nicht ermittelt, vermutet wurden Sabotage oder Fahrlässigkeit. Später wurde ein geplanter Angriff seitens der Alliierten gemeldet.

### Eingemeindungen
Im Jahre 1937 wurde die Gemeinde Lonauerhammerhütte, die zuvor zum Landkreis Zellerfeld gehörte, in die Stadt Herzberg eingemeindet. Am 1. Juli 1972 kamen Lonau, Pöhlde, Scharzfeld und Sieber hinzu.

### Einwohnerentwicklung
| 1957                        | 10.704 | 2010 | 13.802 | Die zur Anzeige dieser Grafik verwendete Erweiterung wurde dauerhaft deaktiviert. Wir arbeiten aktuell daran, diese und weitere betroffene Grafiken auf ein neues Format umzustellen. (Mehr dazu) |
| 1961                        | 16.962 | 2011 | 13.573 | Die zur Anzeige dieser Grafik verwendete Erweiterung wurde dauerhaft deaktiviert. Wir arbeiten aktuell daran, diese und weitere betroffene Grafiken auf ein neues Format umzustellen. (Mehr dazu) |
| 1970                        | 17.887 | 2012 | 13.227 | Die zur Anzeige dieser Grafik verwendete Erweiterung wurde dauerhaft deaktiviert. Wir arbeiten aktuell daran, diese und weitere betroffene Grafiken auf ein neues Format umzustellen. (Mehr dazu) |
| 1987                        | 15.899 | 2013 | 13.140 | Die zur Anzeige dieser Grafik verwendete Erweiterung wurde dauerhaft deaktiviert. Wir arbeiten aktuell daran, diese und weitere betroffene Grafiken auf ein neues Format umzustellen. (Mehr dazu) |
| 1990                        | 16.638 | 2014 | 13.079 | Die zur Anzeige dieser Grafik verwendete Erweiterung wurde dauerhaft deaktiviert. Wir arbeiten aktuell daran, diese und weitere betroffene Grafiken auf ein neues Format umzustellen. (Mehr dazu) |
| 1995                        | 16.325 | 2015 | 13.059 | Die zur Anzeige dieser Grafik verwendete Erweiterung wurde dauerhaft deaktiviert. Wir arbeiten aktuell daran, diese und weitere betroffene Grafiken auf ein neues Format umzustellen. (Mehr dazu) |
| 2000                        | 15.374 | 2016 | 13.028 | Die zur Anzeige dieser Grafik verwendete Erweiterung wurde dauerhaft deaktiviert. Wir arbeiten aktuell daran, diese und weitere betroffene Grafiken auf ein neues Format umzustellen. (Mehr dazu) |
| 2005                        | 14.697 | 2020 | 12.799 | Die zur Anzeige dieser Grafik verwendete Erweiterung wurde dauerhaft deaktiviert. Wir arbeiten aktuell daran, diese und weitere betroffene Grafiken auf ein neues Format umzustellen. (Mehr dazu) |
| Quelle: Jahre 1975 bis 2020 |        |      |        | Die zur Anzeige dieser Grafik verwendete Erweiterung wurde dauerhaft deaktiviert. Wir arbeiten aktuell daran, diese und weitere betroffene Grafiken auf ein neues Format umzustellen. (Mehr dazu) |

Die Zahlen von 1961 (6. Juni) und 1970 (27. Mai) sind Volkszählungsergebnisse einschließlich der später eingemeindeten Orte. In der Kernstadt Herzberg hatten am 1. Januar 2022 insgesamt 8727 Einwohner ihren Hauptwohnsitz, die übrigen 4240 Menschen leben in den Ortsteilen der Gemeinde.

### Konfessionsstatistik
Jahresende 2020 waren von den Einwohnern 50,2 % evangelisch und 11,0 % katholisch. 38,8 % waren konfessionslos, gehörten einer anderen Glaubensgemeinschaft an oder machten keine Angabe. Jahresende 2024 waren von den Einwohnern 44,7 % evangelisch und 10,0 % katholisch. 45,3 % waren konfessionslos, gehörten einer anderen Glaubensgemeinschaft an oder machten keine Angabe. Der Anteil der evangelischen und katholischen Kirchenmitglieder an der Gesamtbevölkerung sinkt jährlich.

### Religion

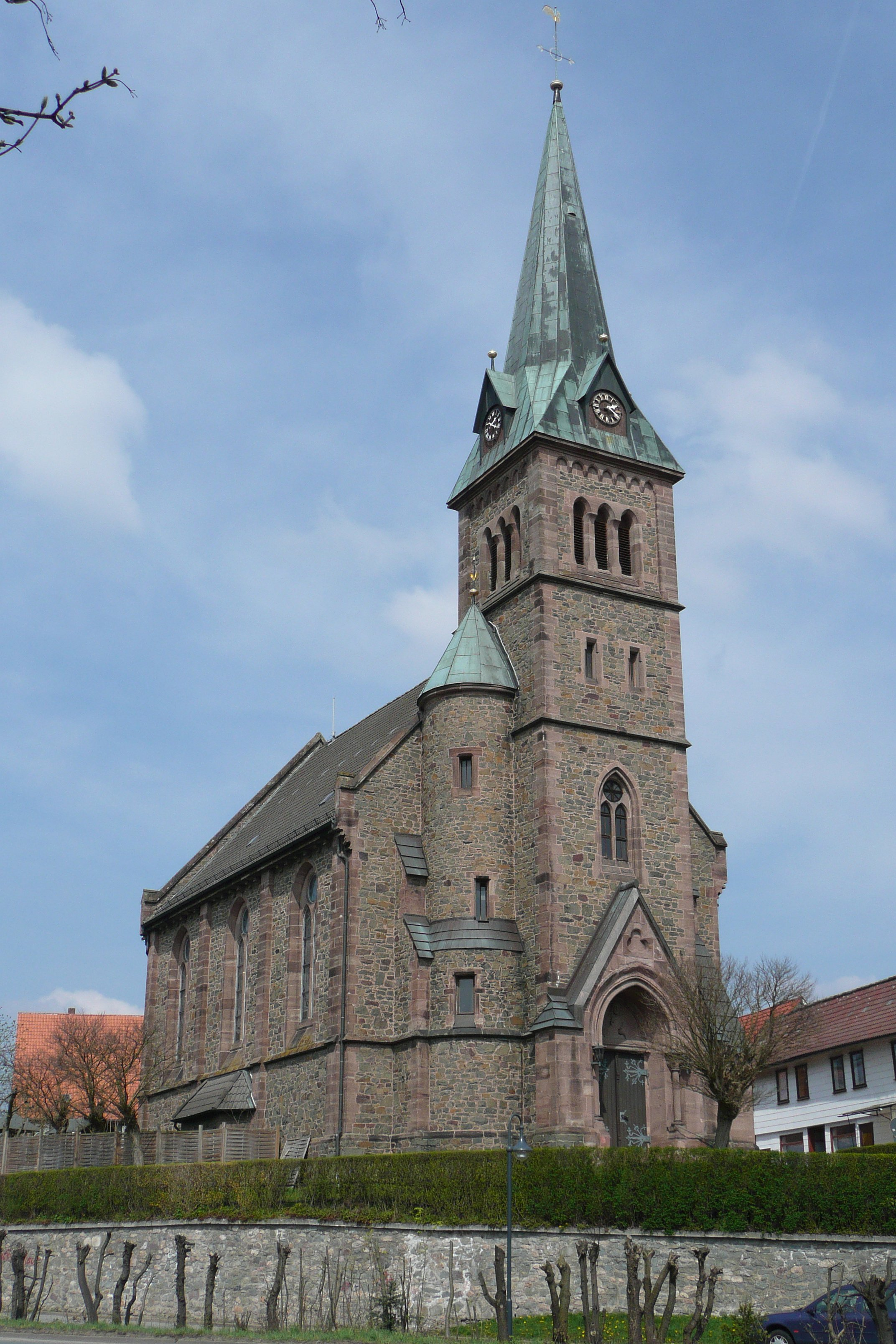
Kath. Kirche St. Josef

Herzberg war bis zum 31. Dezember 2012 Sitz des gleichnamigen Kirchenkreises der Evangelisch-lutherischen Landeskirche Hannovers. Er ist zum 1. Januar 2013 mit den Kirchenkreisen Osterode und Clausthal zum Kirchenkreis Harzer Land fusioniert. Zu den evangelisch-lutherischen Gemeinden gehören in Herzberg die 1841–1845 erbaute Nicolai-Kirche in der Junkernstraße 21 (siehe auch: Abschnitt „Kultur und Sehenswürdigkeiten“) und die 1963/64 erbaute Christus-Kirche in der Margeritenstraße 3. Die katholische Kirche St. Josef, benannt nach Josef von Nazaret, befindet sich am Magisterberg. Sie wurde 1893–1895 erbaut. Ihre Pfarrgemeinde gehört zum Dekanat Nörten-Osterode. Seit 2006 gehört zur Pfarrgemeinde auch die katholische Kirche in Hattorf. Zur Pfarrgemeinde gehören auch die Kindertagesstätte neben der Kirche und der Friedhof an der Lönsstraße. Die Evangelisch-Freikirchliche Gemeinde Herzberg (Baptisten) wurde 1957 gegründet und gehört zum Bund Evangelisch-Freikirchlicher Gemeinden. Sie verfügt über die Kreuzkirche in der Nelkenstraße 1 sowie ein Gemeindehaus in Osterode. Die Evangelische Gemeinschaft Herzberg verfügt über eine Kirche in der Junkernstraße 16. Die Gemeinde gehört über den Ohofer Gemeinschaftsverband zum Bund evangelischer Gemeinschaften. Die Neuapostolische Kirche wurde 2007 geschlossen. 1901 wurde die Gemeinde Herzberg gegründet, sie gehörte zum Kirchenbezirk Göttingen. Erst 1971 jedoch erhielt die Gemeinde in der Peimannsgasse 3 eine eigene Kirche. Am 11. November 2007 fand dort der letzte Gottesdienst statt. Das Kirchengebäude wurde verkauft, es wird heute als Physiotherapiepraxis genutzt. Die Zeugen Jehovas hatten eine Versammlung an der Lönsstraße. Mittlerweile befindet sich dort ein Steuerberater. Darüber hinaus gibt es zwei türkisch-muslimische Gemeinden bzw. Moscheen in der Stadt.

## Politik

### Stadtrat
Der Rat der Stadt Herzberg am Harz besteht aus 30 Ratsfrauen und -herren. Dies ist die festgelegte Anzahl für eine Gemeinde mit einer Einwohnerzahl zwischen 12.001 und 15.000 Einwohnern. Die 30 Ratsmitglieder werden durch eine Kommunalwahl für jeweils fünf Jahre gewählt. Die aktuelle Amtszeit begann am 1. November 2021 und endet am 31. Oktober 2026.
Stimmberechtigt im Stadtrat ist außerdem der hauptamtliche Bürgermeister.
Seit der Kommunalwahl am 12. September 2021 setzt sich der Stadtrat folgendermaßen zusammen:

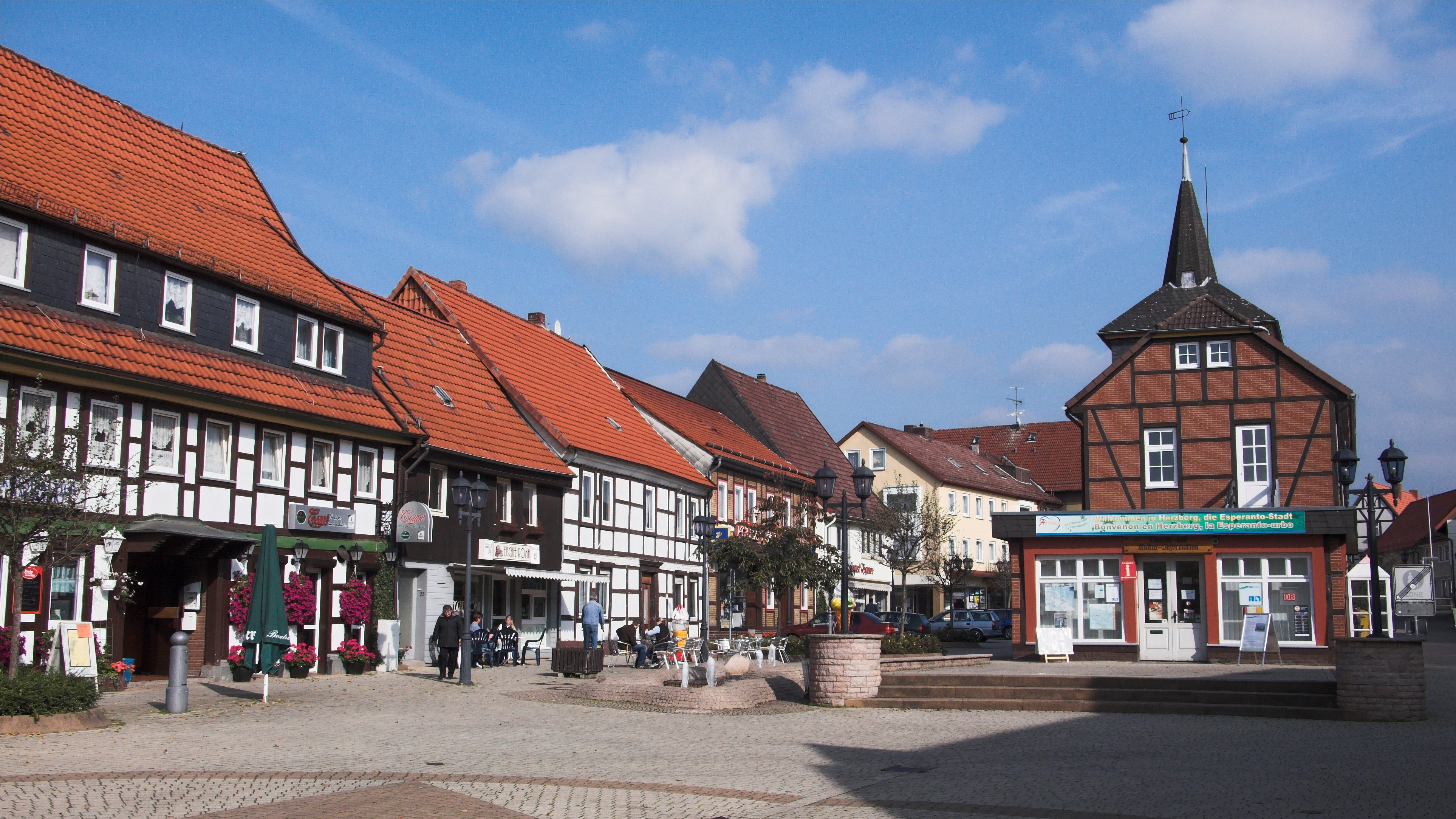
Marktplatz

| Sitzverteilung im Stadtrat (2021)Insgesamt 30 Sitze - Linke: 1 - SPD: 14 - Grüne: 3 - FDP: 2 - CDU: 9 - AfD: 1 |

### Bürgermeister
Hauptamtlicher Bürgermeister der Stadt ist Christopher Wagner (SPD). Bei der letzten Bürgermeisterwahl am 26. September 2021 setzte er sich mit 53,1 % der Stimmen in einer Stichwahl durch. Sein Gegenkandidat Sascha Schwerin (parteilos) erhielt 46,9 %. Die Wahlbeteiligung lag bei 61,4 %. Wagner trat sein Amt am 1. November 2021 an.

### Ortsräte
Die vier übrigen Stadtteile der Stadt Herzberg werden jeweils durch einen Ortsrat und insgesamt 42 Ratsmitglieder vertreten. Seit der Kommunalwahl 2021 verteilen diese sich wie folgt:
| Stadtteile | SPD | CDU | Grüne | FDP | 0∑ |
| ---------- | --- | --- | ----- | --- | -- |
| Lonau      | 7   | -   | -     | -   | 7  |
| Pöhlde     | 5   | 7   | 1     | -   | 13 |
| Scharzfeld | 6   | 5   | 1     | 1   | 13 |
| Sieber     | 7   | 1   | 1     | -   | 9  |
| ∑          | 25  | 13  | 3     | 1   | 42 |

### Wappen
| Banner, Wappen und Hissflagge |  |
|                               |  |
|                               |  |

Beschreibung: „Das von Blau und Gold gespaltene Wappen der Stadt zeigt im vorderen (blauen) Feld einen rot bewehrten, goldenen Löwen und im hinteren (goldenen) Feld einen aufgerichteten roten Hirsch“.
Das Wappen wurde 1953 vom Minister des Innern genehmigt und enthält Anlehnungen an Amtssiegel aus dem 18. Jahrhundert. Der Löwe zeigt die, seit 1157 währende, Verbundenheit zum welfischen Adelsgeschlecht. Der Hirsch steht für das, bis 1885 bestandene, Amt Herzberg, welches damals in den Landkreis Osterode eingegliedert wurde. Rot und Gold in der rechten Schildhälfte waren die Wappenfarben der Grafen von Lutterberg, die um 1029 einen festen Sitz errichteten, dessen einstiger Name Hirschberg eine frühere Bezeichnung Herzbergs war.

### Flagge
Die Farben der Flagge der Stadt Herzberg am Harz sind gelb-blau.

### Städtepartnerschaften
- Góra (Polen, deutsch: Guhrau), seit 1993

## Kultur und Sehenswürdigkeiten

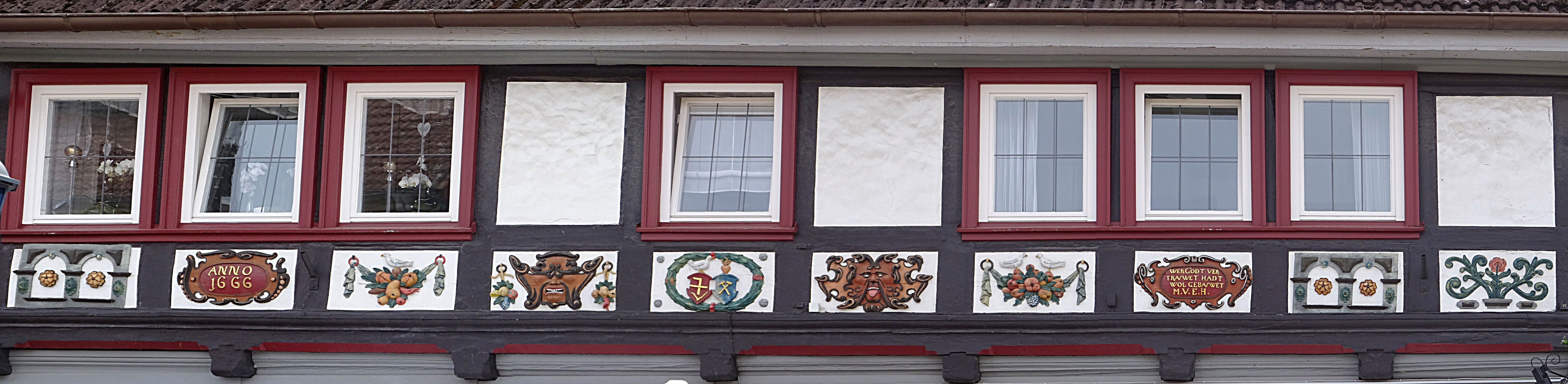
Fachwerkhaus am Markt

### Bauwerke

#### Schloss Herzberg

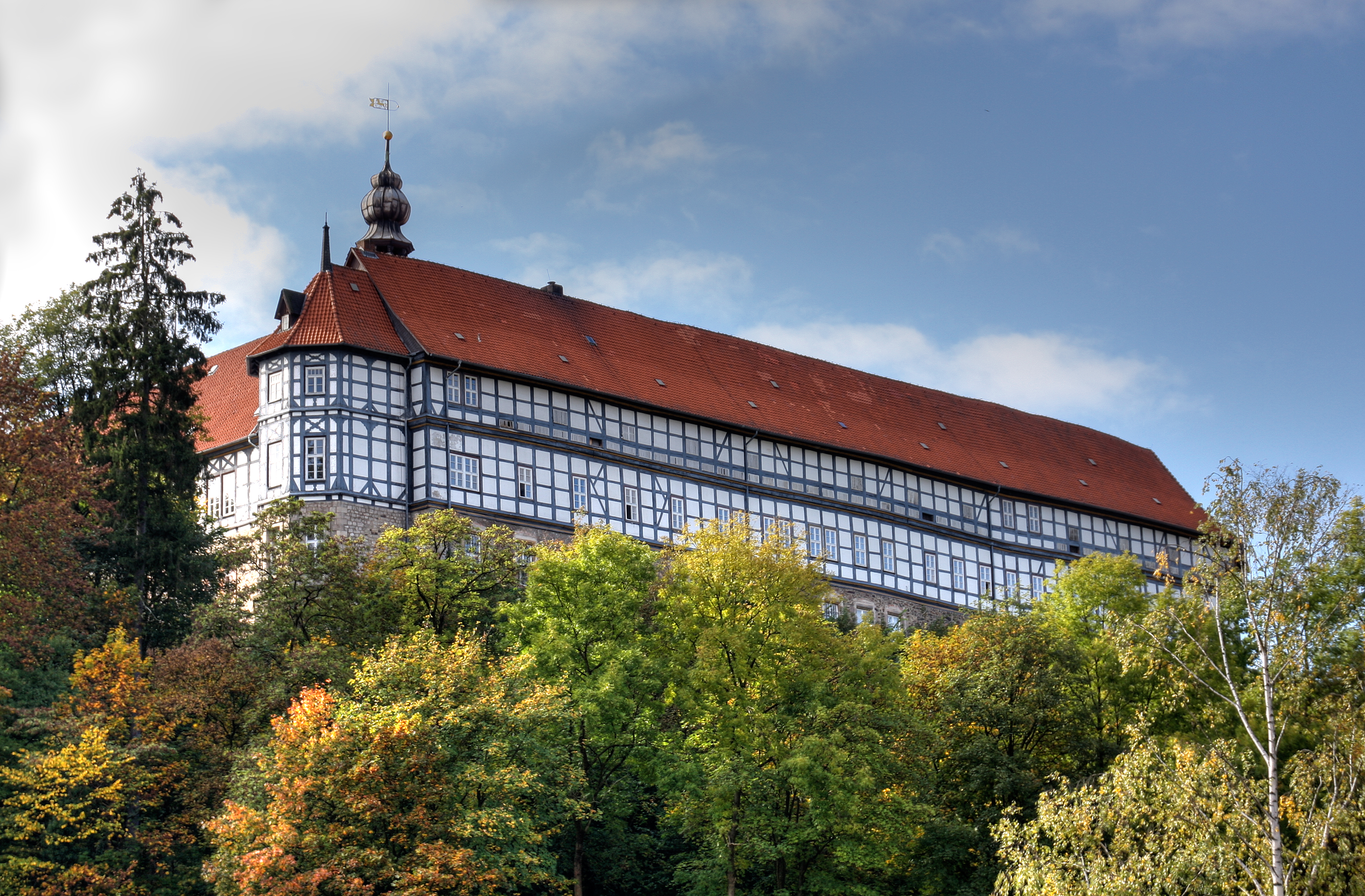
Schloss Herzberg vom Ort aus gesehen

Das Schloss Herzberg, das auf einer Bergkuppe über dem Ort liegt, ist eines der wenigen Schlösser in Niedersachsen in Fachwerkbauweise. Es entstand auf einer mittelalterlichen Burganlage und wurde nach einem Brand von 1510 neu erbaut. Zwischen 1158 und 1866 befand es sich ununterbrochen im Besitz der Welfen und wird daher auch Welfenschloss genannt. 
Seit 1882 hat das Amtsgericht Herzberg am Harz seinen Sitz im Schloss. Heute beherbergt es außerdem ein Museum zur Schlossgeschichte, zur Geschichte des Orgelbau und der Gewehrmanufaktur in Herzberg sowie der Forstwirtschaft im Harz. Außerdem finden regelmäßig Sonderausstellungen zu den verschiedensten Themen statt.

#### Burgruine Scharzfels
Die Burgruine Scharzfels liegt östlich des Ortsteils Scharzfeld auf einem steilen Gebirgsrand. Die als uneinnehmbar geltende Festung wurde im Siebenjährigen Krieg 1761 größtenteils zerstört und nicht wieder aufgebaut. Heute ist sie ein beliebtes Wanderziel.

#### Nicolaikirche

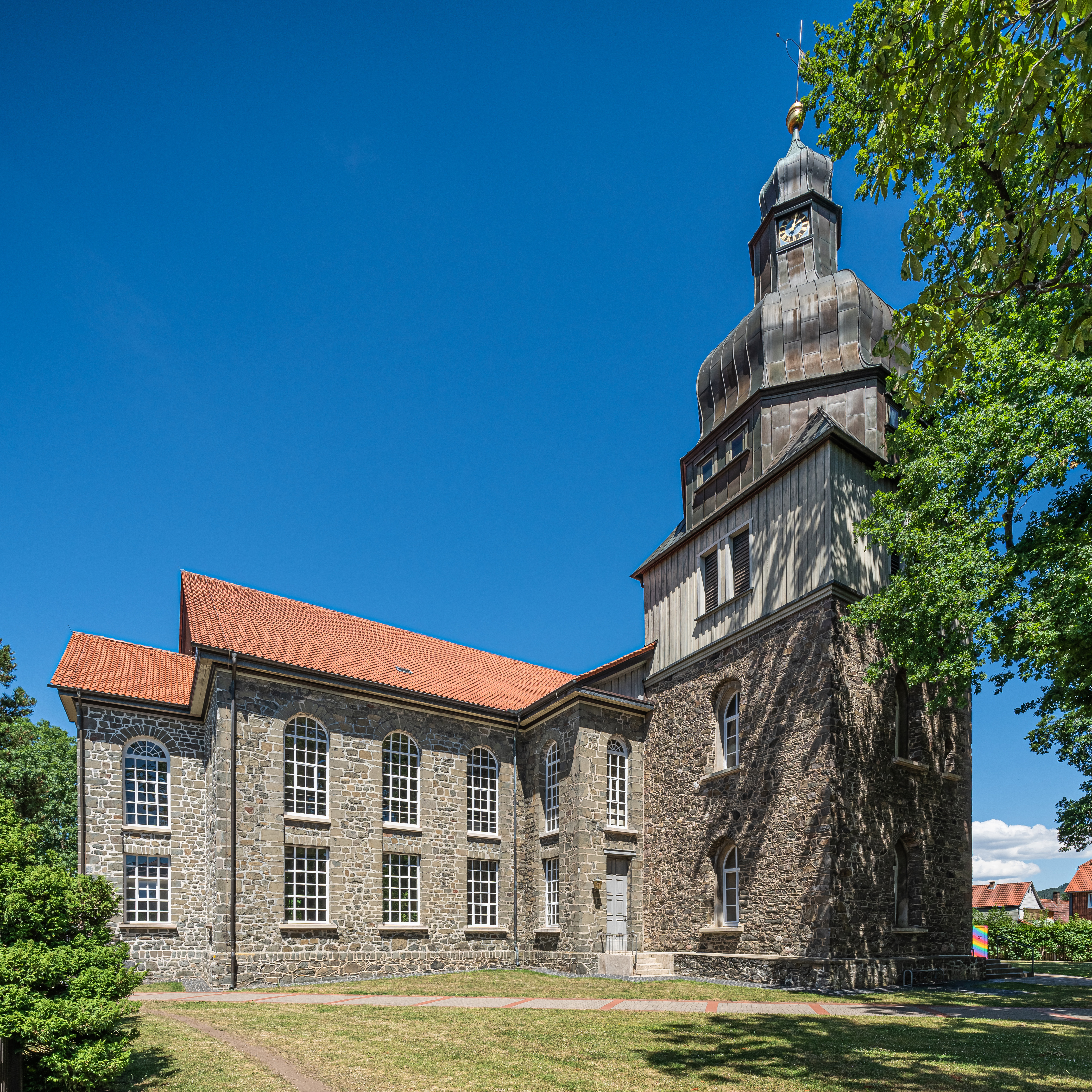
Ev. St.-Nicolai-Kirche

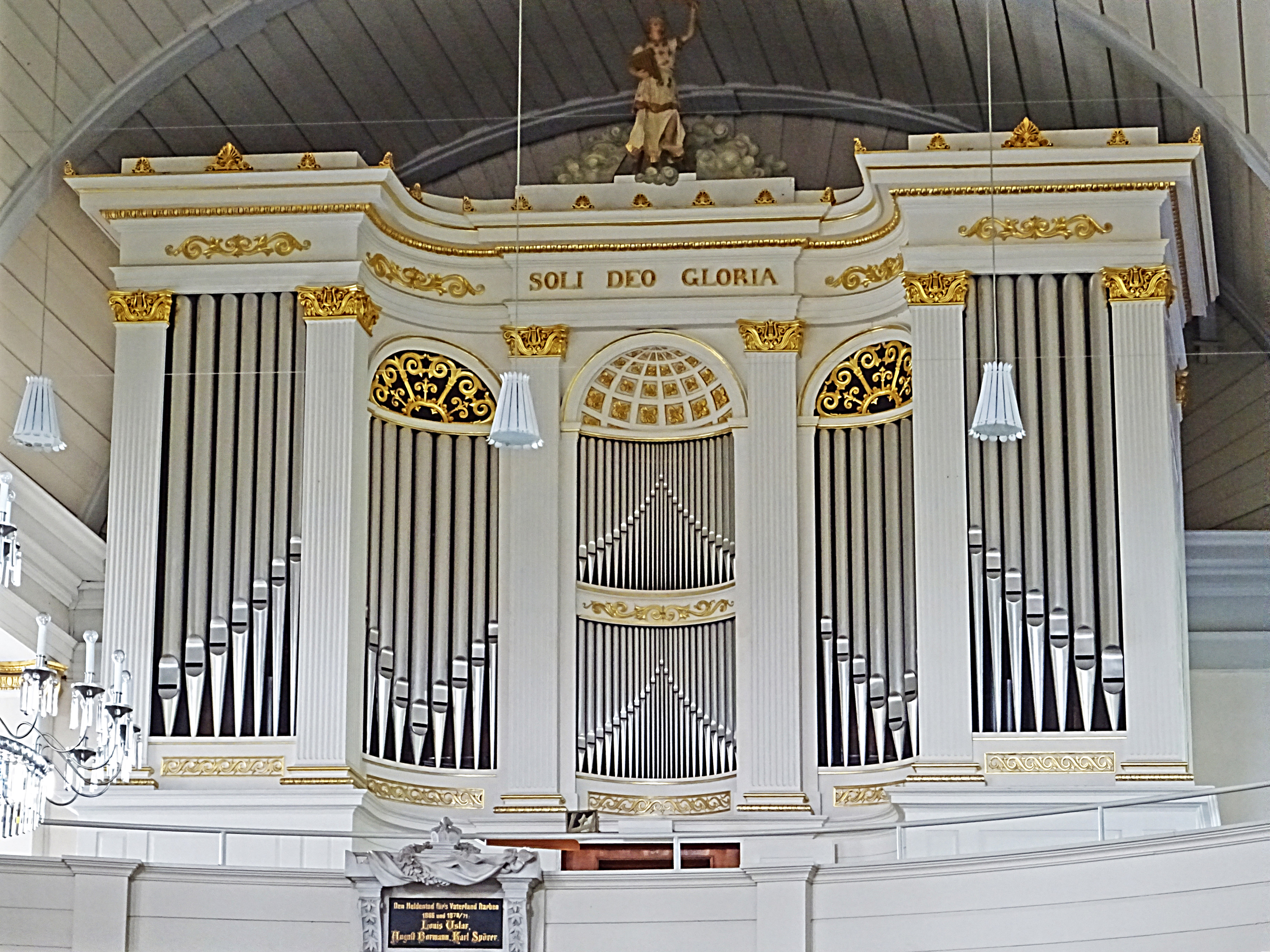
Engelhardt-Orgel

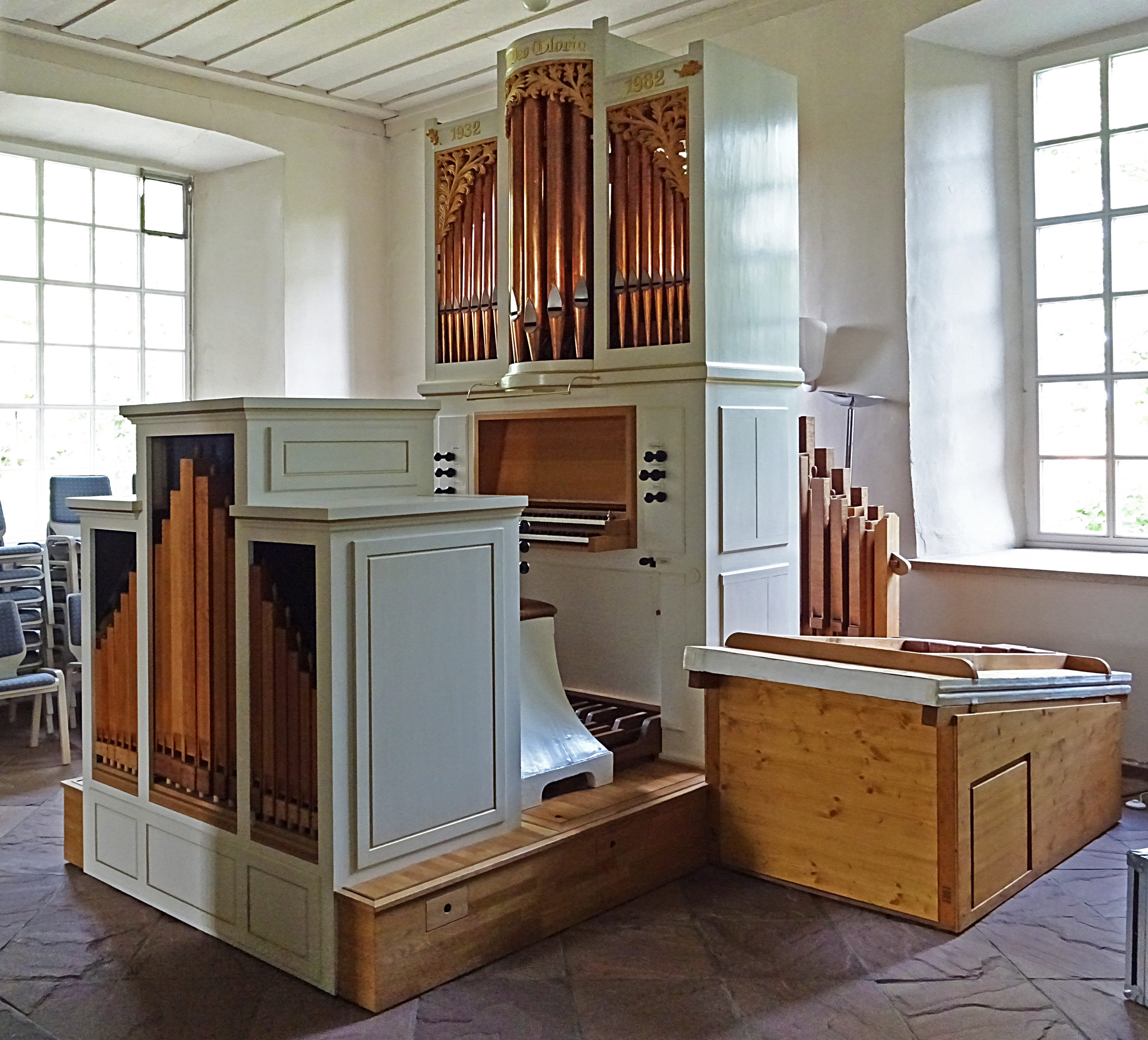
Winterkirchen-Orgel

Die Nicolaikirche Herzberg wurde an Stelle der wegen Baufälligkeit abgetragenen ersten Nicolaikirche errichtet und 1845 geweiht. Die Orgel der Kirche wurde durch den Herzberger Orgelbauer Johann Andreas Engelhardt gebaut (ebenfalls 1845), durch Verfügung des Landeskirchenamts vom 25. April 1960 als bedeutendes Werk des Klassizismus unter Denkmalschutz gestellt und 1975 durch Rudolf Janke (Bovenden) restauriert. Sie hat folgende Disposition:
| I Hauptwerk C–f3 |       |
| Principal        | 16′   |
| Octave           | 8′    |
| Gemshorn         | 8′    |
| Viola da Gamba   | 8′    |
| Hohlflöte        | 8′    |
| Doppelgedackt    | 8′    |
| Octave           | 4′    |
| Gemshorn         | 4′    |
| Fugara           | 4′    |
| Quintflöte       | 3′    |
| Octave           | 2′    |
| Tertia           | 13/5′ |
| Mixtur IV        | 2′    |
| Trompete         | 8'    |
| Tremulant        |       |

| II Oberwerk C–f3 |      |
| Quintatön        | 16′  |
| Principal        | 8′   |
| Salicional       | 8′   |
| Doppelflöte      | 8′   |
| Traversflöte     | 8′   |
| Octave           | 4′   |
| Rohrflöte        | 4′   |
| Fernflöte        | 4′   |
| Octave           | 2′   |
| Mixtur IV        | 1/3′ |
| Cornett IV       | 8′   |
| Trompete         | 8′   |
| Tremulant        |      |

| Pedal C–f1    |     |
| Untersatz     | 32′ |
| Principalbass | 16′ |
| Subbass       | 16′ |
| Violon        | 16′ |
| Octavbass     | 8′  |
| Bordun        | 8′  |
| Violon        | 8′  |
| Octavbass     | 4′  |
| Posaune       | 16′ |
| Trompete      | 8′  |

- Koppeln: I/II, I/P
- Forte/Piano-Pedal (Sperrventil)
- Sperrventile I und II

Zum Geläut der Kirche gehört eine Bronzeglocke, die 1731 von Andreas Dorling in Königsberg (heute russisch Kaliningrad) gegossen wurde. Sie ist eine Patenglocke aus der evangelischen Pfarrkirche Landsberg im früheren Ostpreußen, heute Gotteshaus der Ukrainischen griechisch-katholischen Kirche. Im Zweiten Weltkrieg für Rüstungszwecke zwangsabgeliefert, überlebte sie auf dem Hamburger Glockenfriedhof.

### Parks
- Domeyerpark
- Kurpark

### Naturdenkmäler

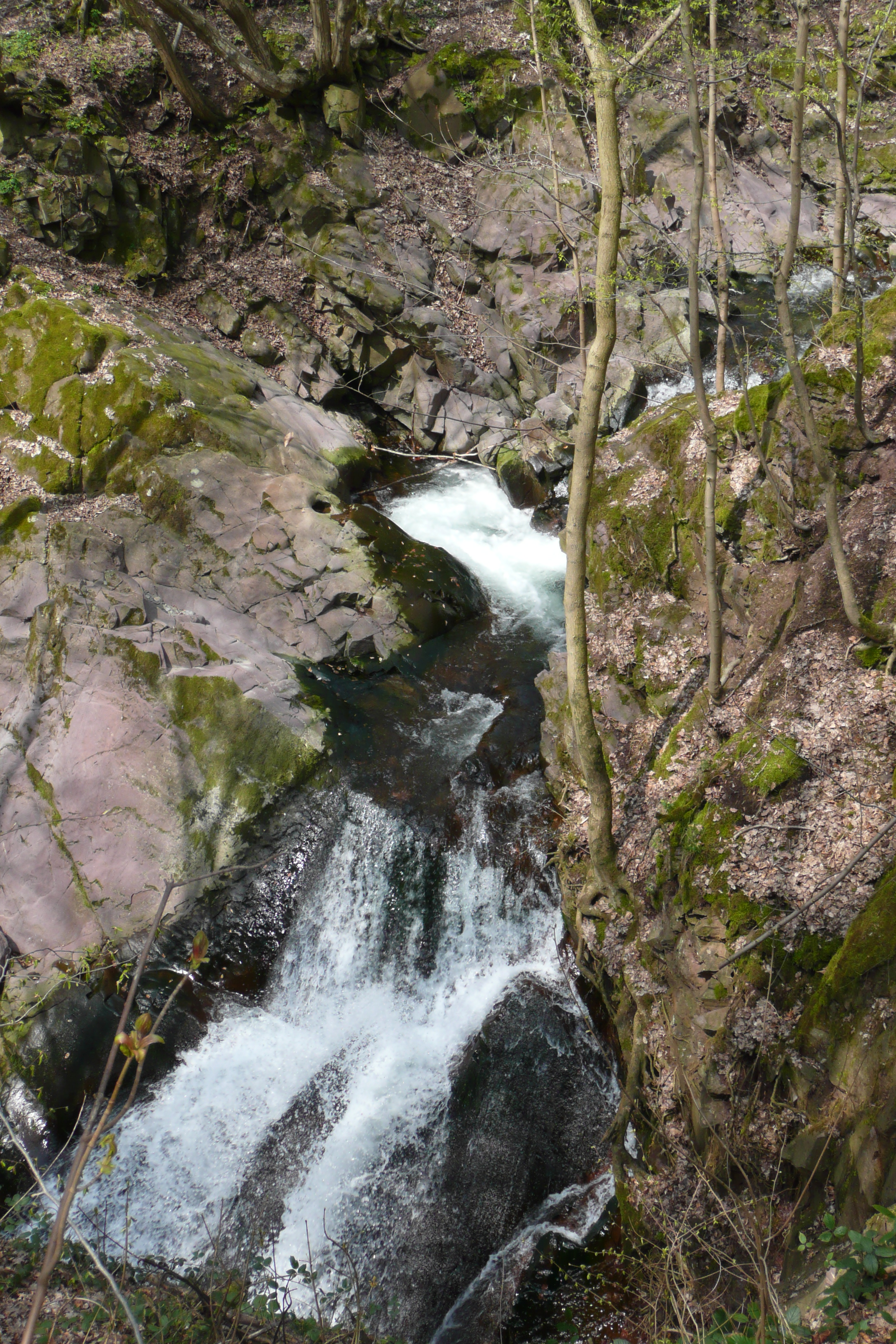
Lonauer Wasserfall

- Die Einhornhöhle bei Scharzfeld ist ein natürlicher Hohlraum in Dolomitgestein. Gesamtlänge von 557 m. Funde aus der Steinzeit.
- Bei der Steinkirche Scharzfeld handelt es sich um eine 28 m lange und 6–8 m hohe Höhle in einem Dolomitfelsen, die altsteinzeitlichen Jägern als Lagerplatz diente. Im Mittelalter wurde sie zum Kirchenraum umfunktioniert.
- Der Karstwanderweg führt in Herzberg unter anderem am zentral gelegenen Juessee und am Lonauer Wasserfall vorbei.
- Der Ochsenpfuhl ist ein kleiner See, der etwa 350 m südlich unterhalb des Schlosses an der B 243 liegt.
- Die Rhumequelle ist die drittgrößte Quelle Europas, liegt bei Rhumspringe und gehört zum Herzberger Ortsteil Pöhlde.

### Naturschutz und Nationalpark
Herzberg liegt am Rand des Nationalparks Harz; der Ortsteil Lonau ist vollständig vom Nationalpark umgeben. Weiterhin liegt Herzberg am Naturschutzgebiet „Siebertal“.

### Regelmäßige Veranstaltungen
An Pfingsten findet das Schützenfest der Herzberger Schützengesellschaft e. V. von 1538 statt. Alle drei Jahre wird das Lichterfest am Juessee (Jues in Flammen) durchgeführt, zuletzt im September 2023.
- Herzberger Schlosskonzerte
- Herzberger Schlossvorträge
- Harzer Papierboot-Regatta auf dem Juessee[22]
- Internationaler Herzberger Orgelsommer

### Sport
- Herzberger Schützengesellschaft e. V. von 1538
- Bogensportverein „Goldener Pfeil“ Herzberg e. V.
- MTV Herzberg
- VfL Herzberg 1908 e. V.
- TanzSportClub(TSC) Herzberg e. V.
- Turnverein Pöhlde Einigkeit Germania 1896 e. V.
- Tennisclub TC Grün-Weiß Herzberg
- TV GutsMuths Scharzfeld
- SV Scharzfeld 1950 e. V.
- SV Pöhlde
- DLRG OG Herzberg

### Weitere Vereine
- Heimat- und Geschichtsverein Herzberg am Harz e. V.[23]
- Förderverein Schloss Herzberg am Harz e. V.
- Esperanto-Gesellschaft Südharz[24]
- Blasorchester Herzberg[25]
- Lebenshilfe Südharz e. V.
- Kulturwerk Herzberg am Harz[26]

### Radfernwege
Herzberg liegt am Weser-Harz-Heide-Radfernweg und am Harzrundweg.

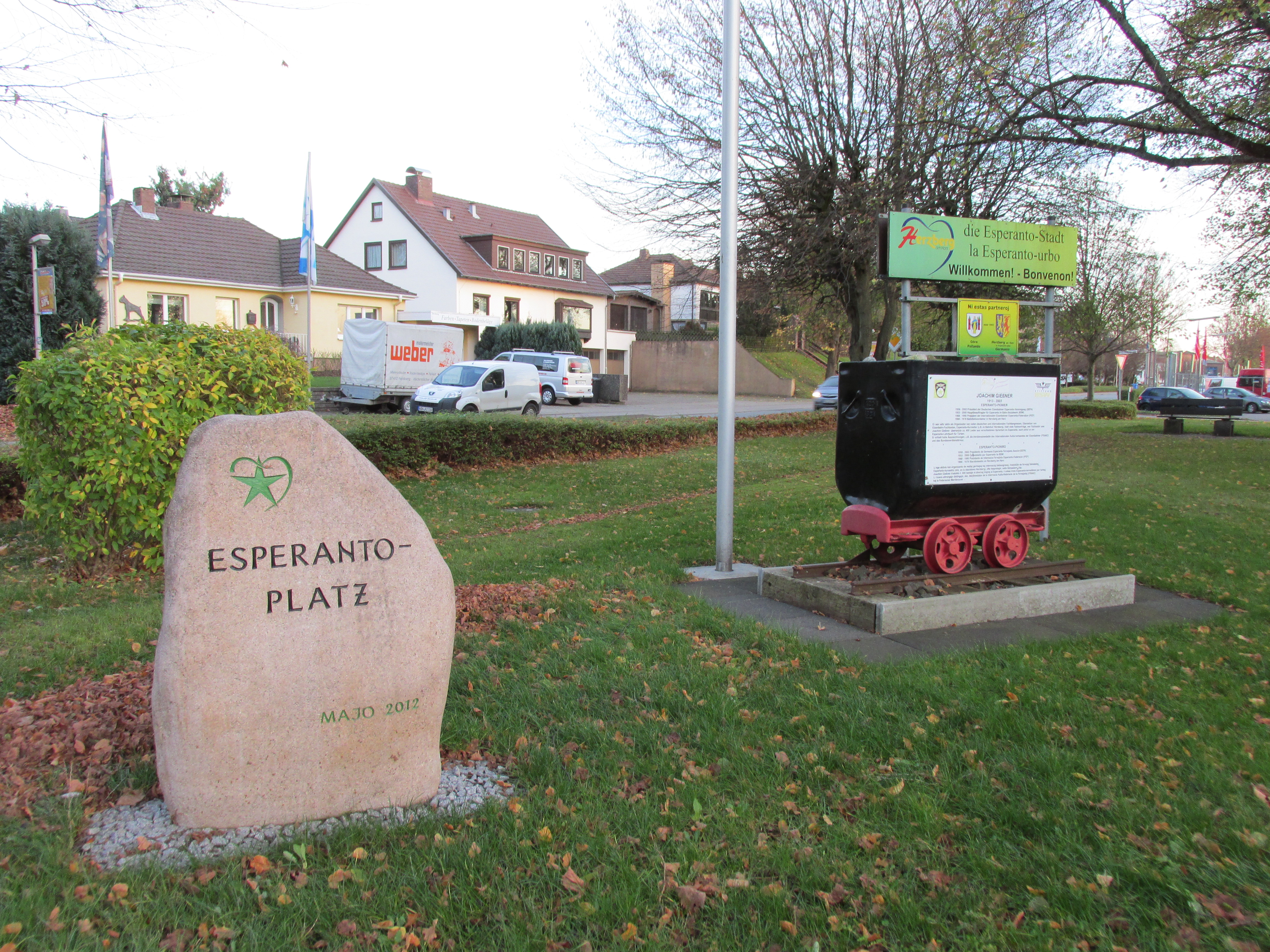
Esperanto-Platz

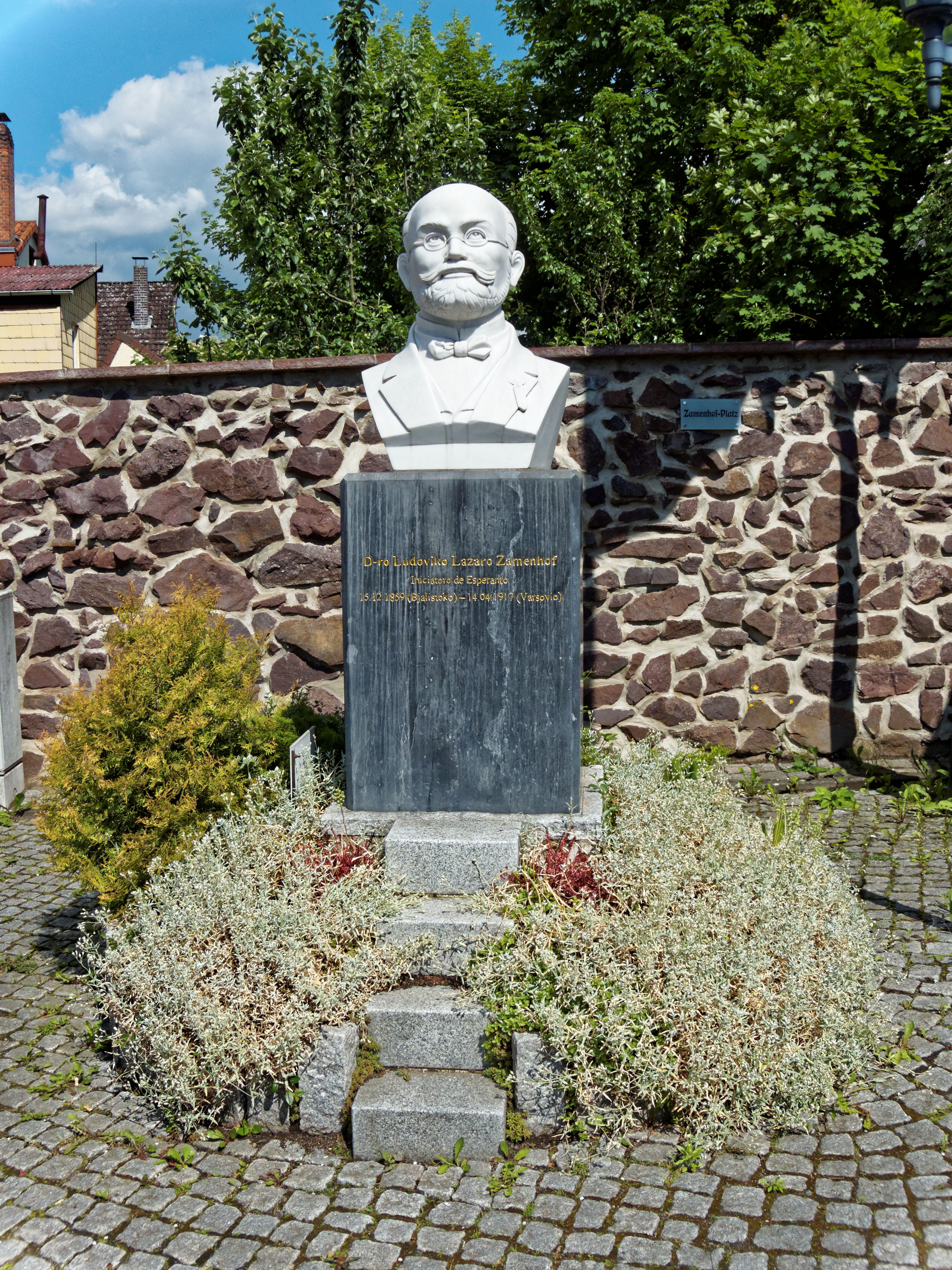
Zamenhof-Denkmal auf dem Zamenhof-Platz

## Herzberg – die Esperanto-Stadt
Seit einem Beschluss des Stadtrates vom 11. Juli 2006 trägt Herzberg den Namenszusatz Esperanto-Stadt, in Esperanto: Herzberg – la Esperanto-urbo. Dieser ungewöhnliche Namenszusatz ergibt sich daraus, dass in Herzberg zu dieser Sprache seit vielen Jahren internationale Jugendtreffen, Kongresse und andere Veranstaltungen stattfinden. Den Grundstein dafür legte der langjährige Bahnhofsvorsteher Joachim Gießner. Das führt dazu, dass die Stadt entsprechend viele Esperanto sprechende Gäste beherbergt.
Es gibt in Herzberg ein Esperanto-Zentrum, in dem schon Gäste aus über 50 Ländern zu Besuch waren.
Esperanto-Unterricht wird an allen städtischen Schulen sowie vom Interkulturellen Zentrum Herzberg angeboten. Dieses ist ein Bildungszentrum des Deutschen Esperanto-Bunds, an dem unter anderem auch Sprachlehrer ausgebildet werden.
Aufgrund von Esperanto wird ein intensives Verhältnis zur polnischen Partnerstadt Góra geführt, mit der auch ein Schüleraustausch stattfindet. Durch diese Form der Kontakte soll die Städtepartnerschaft stärker als durch die üblichen offiziellen Beziehungen gefördert werden. Góra (deutsch: Guhrau) befindet sich in Niederschlesien. In Herzberg gibt es eine Guhrauer Heimatstube, die auf Anfrage besichtigt werden kann.
Im Jahr 2017 wurde anlässlich des 100. Todestages von Ludwik Lejzer Zamenhof (1859–1917) ein Platz in Herzberg nach dem Esperanto-Erfinder benannt.
Im Stadtzentrum sind einzelne Wegweiser zweisprachig auf Deutsch und Esperanto ausgeführt, wie zum Beispiel „Rathaus / Urbodomo“, „Zentrum / Urbocentro“ oder „Fußgängerzone / Piedira zono“.

## Wirtschaft und Infrastruktur

### Ansässige Unternehmen
- Pleissner Guss GmbH
- Smurfit Kappa Herzberger Papierfabrik GmbH
- Smurfit Kappa Herzberger Wellpappe GmbH
- Jungfer Druckerei und Verlag GmbH
- TIP Trailer Service LKW und Trailer Vermietung. Vor der Übernahme im Jahr 2019[30]: PEMA GmbH, gegründet 1976
- Kliniken Herzberg und Osterode GmbH
- ANDIA International GmbH
- VDS Versand- und Datenservice
- Homann Holzwerkstoffe

### Bildung

#### Kindergärten
In Herzberg gibt es vier Kindergärten und Horte in städtischer Trägerschaft:
- Kindergarten Regenbogen Scharzfeld
- Kindergarten Wilde Wiese Pöhlde
- Kindertagesstätte Sonnenschein (Kernstadt Herzberg)
- Mahnte-Kindegarten (Kernstadt Herzberg)

und vier Kindergärten und Horte in sonstiger Trägerschaft:
- Integrativer Kindergarten Kunterbunt (HEL - gemeinnützige GmbH)
- Kindergarten Am Sieberdamm (Ev.-Luth. Kirchengemeinde)
- Kindergarten Morgentau (Ev.-Luth. Kirchengemeinde)
- Kindergarten St. Josef (Kath. Kirchengemeinde St. Josef)

#### Schulen
In Herzberg gibt es vier Grundschulen:
- Mahnte-Grundschule
- Nicolai-Grundschule
- Einhornschule (in Scharzfeld)
- Grundschule am Rotenberg (in Pöhlde)

Die weiterführenden Schulen sind in Trägerschaft des Landkreises Göttingen:
- Ernst-Moritz-Arndt-Gymnasium
- Oberschule Herzberg am Harz

### Verkehr

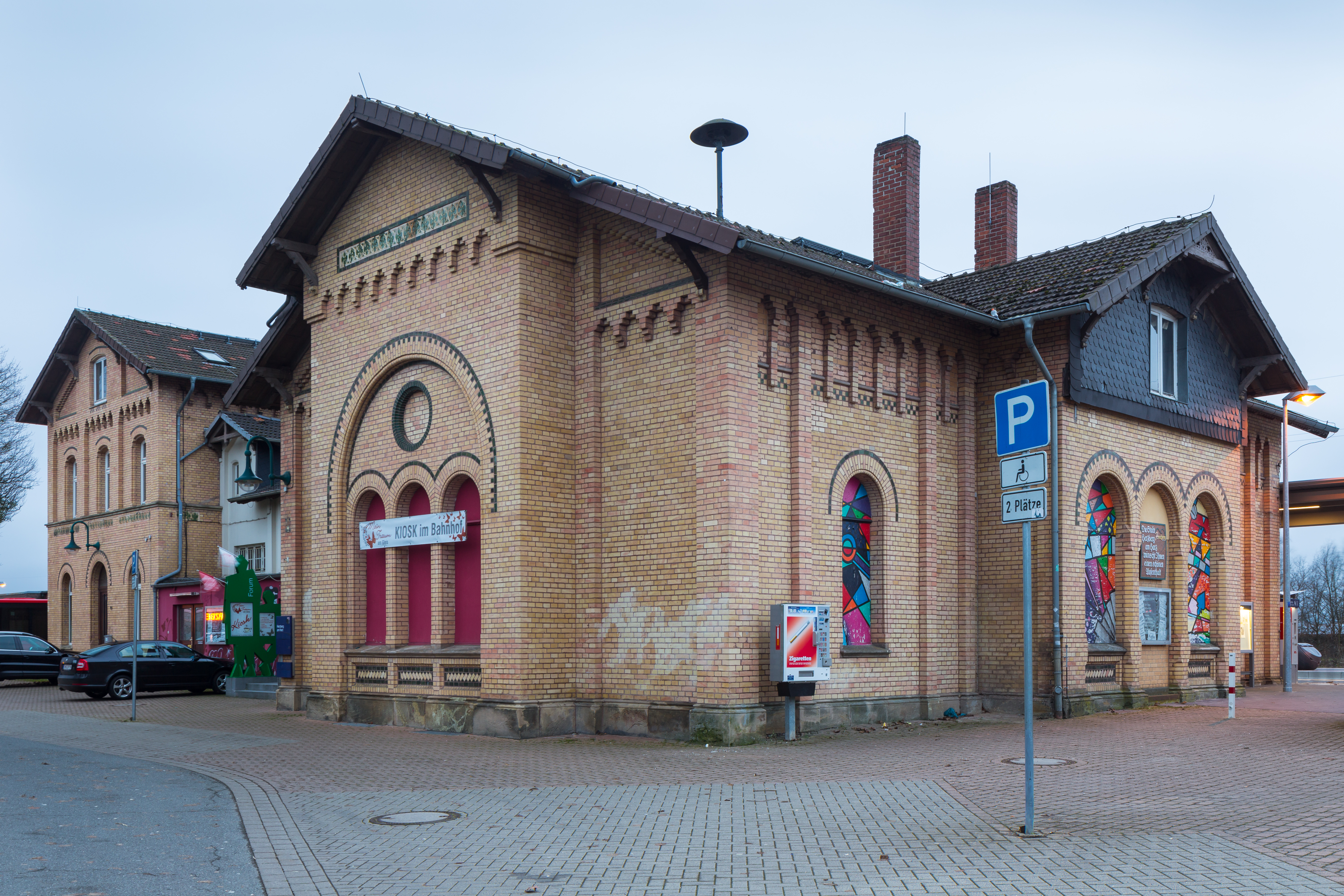
Empfangsgebäude des Bahnhofs Herzberg (Harz)

Herzberg liegt an den Bundesstraßen 27 (Göttingen–Braunlage) und 243 (Seesen–Nordhausen).
Die Deutsche Bahn unterhält den Bahnhof Herzberg (Harz) an der zweigleisigen Südharzstrecke, an dem Züge Richtung Northeim bzw. Göttingen, Richtung Nordhausen und Richtung Braunschweig halten. Außerdem existiert der Haltepunkt Herzberg am Harz Schloss, der sich unterhalb des Welfenschlosses an der eingleisigen Bahnstrecke Herzberg–Seesen und damit näher am Stadtzentrum befindet. Die ehemalige Bahnstrecke Bleicherode Ost–Herzberg ist seit 1982, die Bahnstrecke Herzberg–Siebertal seit 1994 außer Betrieb.
Die RBB GmbH unterhält Busrouten nach Bad-Lauterberg, St. Andreasberg, Lonau, Sieber, Hattorf, Wulften, Pöhlde, Rhumspringe; die seit 8. August 2013 bestehende Stadtbuslinie wird hingegen von einem örtlichen Taxiunternehmen betrieben. Alle Linien sind Bestandteil des Verkehrsverbundes Süd-Niedersachsen.